# Osza (Irkutszki terület)
Osza (oroszul: Оса) falu Kelet-Szibériában, Oroszország Irkutszki területén, az Uszty-ordinszkiji Burját körzetben. Az Oszai járás székhelye.
Lakossága: 4523 fő (a 2010. évi népszámláláskor).
Az Irkutszki terület déli részén, Irkutszktól 140 km-re északnyugatra, az Osza (az Angara mellékfolyója) partján helyezkedik el, néhány kilométerre a Bratszki-víztározó öblétől. A 90 km-re délkeletre fekvő Uszty-Ordinszkij körzeti központtal alsórendű közút köti össze.
Neve a folyónév átvételével keletkezett. Először egy 1645-ben kelt irat tesz említést az oszai faerődről (osztrog), melyet egy Kolesznyikov nevű kozák alapított.
A járás területének legnagyobb részét erdő borítja. Osza gazdasági életének alapja természetesen az erdőgazdálkodás és a fafeldolgozás. 
Helytörténeti múzeumát 1990-ben nyitották meg.